# Ostrý Grúň
Ostrý Grúň es un municipio del distrito de Žarnovica en la región de Banská Bystrica, Eslovaquia, con una población estimada a final del año 2024 de 546 habitantes.
Se encuentra ubicado al noroeste de la región, en el valle del río Hron —un afluente izquierdo del Danubio— y cerca de la frontera con las regiones de Nitra y Trenčín.

## Demografía
| Año        | 1994 | 2004 | 2014     | 2024     |
| ---------- | ---- | ---- | -------- | -------- |
| Población  | 590  | 590  | 483      | 546      |
| Diferencia |      | +0 % | −18,13 % | +13,04 % |

| Año        | 2023 | 2024    |
| ---------- | ---- | ------- |
| Población  | 545  | 546     |
| Diferencia |      | +0,18 % |